# Arc-sur-Tille
Arc-sur-Tille là một xã ở tỉnh Côte-d'Or trong vùng Bourgogne, phía đông nước Pháp. Khu vực này có độ cao từ 209-241 mét trên mực nước biển.
Thị trấn này bị bao quang bởi sông Tille, một nhánh của sông Saône. Xã có cự ly 20 km về phía đông theo đường bộ so với Dijon. Nhà thờ Saint-Martin được xây vào thời kỳ cách mạng Pháp (1820-1830).